# Twilight Zone-tragedin
Twilight Zone-tragedin var en arbetsplatsolycka som inträffade under inspelningen av Twilight Zone - på gränsen till det okända den 23 juli 1982 kl. 02:20 (lokal tid) i stadsdelen Valencia i Santa Clarita i Kalifornien. Skådespelaren Vic Morrow samt två barn som bägge anlitades illegalt dog då en störtande helikopter kraschade på dem. De sex männen som befann sig i helikoptern skadades lindrigt. Olyckan brukar klassas som den värsta i Hollywoods historia.[källa behövs]

## Bakgrund
I ett avsnitt i filmen spelar Vic Morrow en amerikan som skall rädda två vietnamesiska barn från en brinnande by.

## Olyckan

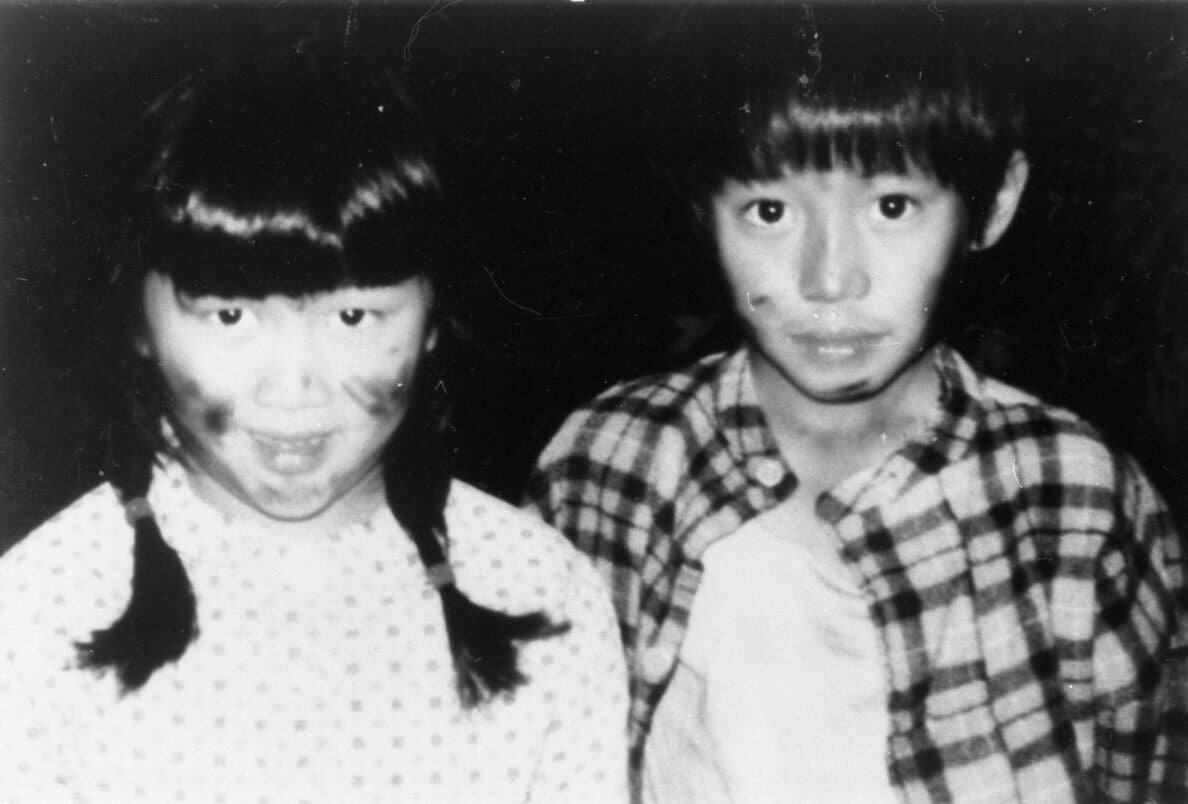
Renee Chen och Myca Le

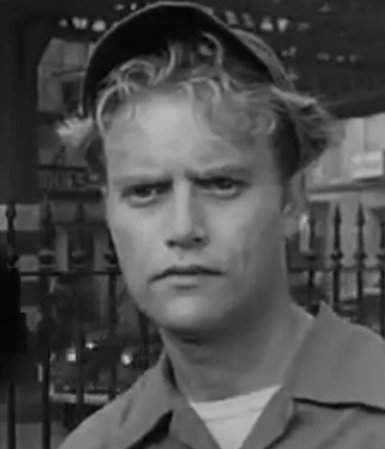
Vic Morrow

Under inspelningen av den sista scenen till avsnittet omkom Morrow och två barn. Piloten för en helikopter (av typen Bell UH-1 Iroquois) förlorade kontroll över den då den hovrat alltför lågt och alldeles för nära pyrotekniska specialeffekter, varpå den kraschade över Morrow och de två barnen. Helikopterns rotorblad halshögg Morrow och ett av barnen samtidigt som skrovet krossade det andra. Ingen ombord i helikoptern skadades allvarligt; dock led piloten Dorcey Wingo i flera år av posttraumatisk stress.
Olyckan fångades på film från sex olika kameravinklar. Polis konfiskerade det mesta som filmades den dagen, men materialet har senare laddats upp på bland annat Youtube.[källa behövs]
Den formella orsaken till olyckan ska ha varit att helikopterns bakre rotorblad lossnat efter att ha blivit påverkat av alltför kraftiga pyrotekniska explosioner. När det bakre rotorbladet slutade fungera förlorade Wingo kontrollen över helikoptern, och den snurrade runt tills den kraschade.
Många hävdar att en mängd faktorer bidrog till olyckan, bland annat:
- Vic Morrow var vanligtvis en försiktig skådespelare. Vid tidpunkten för inspelningen av Twilight Zone - på gränsen till det okända hade Morrows karriär avstannat. Den då 53-åriga Morrow såg rollen som en comeback - den dittills största filmproduktion han medverkat i. På grund av detta gick Morrow med på att filma helikopterscenen.

- Regissören John Landis ville ha påkostade scenerier till varje pris och ville att hans avsnitt skulle avrundas på ett spektakulärt sätt. En del i filmteamet försökte övertala Landis att använda sig av dockor istället för riktiga barn och påpekade att helikopterscenen var farlig, vilket Landis struntade i.

- Dorcey Wingo var en väldigt rutinerad pilot som flugit flera tusen timmar under Vietnamkriget, men detta var hans första filmuppdrag. Under rättegången kritiserades Wingo av åklagaren för att "vilja få in en fot i filmens värld till vilket pris som helst".

- Föräldrarna till de förolyckade barnen manipulerades till en viss grad av produktionsteamet. Produktionschefen hade särskilt betonat att helikopterscenen inte var farlig.

- Bristande kommunikation mellan alla de åtalade.

- Bristande planering av scenen.

- Filmteamet gömde barnen för de brandmän som anlitades under filmen. En del hävdar dock att den huvudansvarige brandchefen Jack Tice kände till att barnen skulle användas i helikopterscenen.

- Manuskriptet låstes in i ett kassaskåp för att hindra att de högsta cheferna på Warner Brothers fick reda på att barn skulle anlitas illegalt. Enligt kalifornisk lag var det otillåtet att låta barn arbeta sent på natten utan sällskap. Barn skulle inte heller vara i närheten av helikopter och specialeffekter.

- James Camomille, teknikern som detonerade de dödliga pyrotekniska bomberna, hade uppsikt över var Morrow och barnen befann sig men aldrig var helikoptern befann sig. Camomille ska ha detonerat två av bomberna alldeles för tätt inpå varandra.

Många i produktionsteamet skyllde på varandra och täckte på så vis upp för varandra. Detta gjorde det svårare för åklagarna att bevisa vem eller vilka som var skyldiga. Vid ett senare tillfälle under rättegången beskylldes Morrow för att han borde ha vetat bättre och inte borde ha fullföljt den farliga scenen.

## Följder

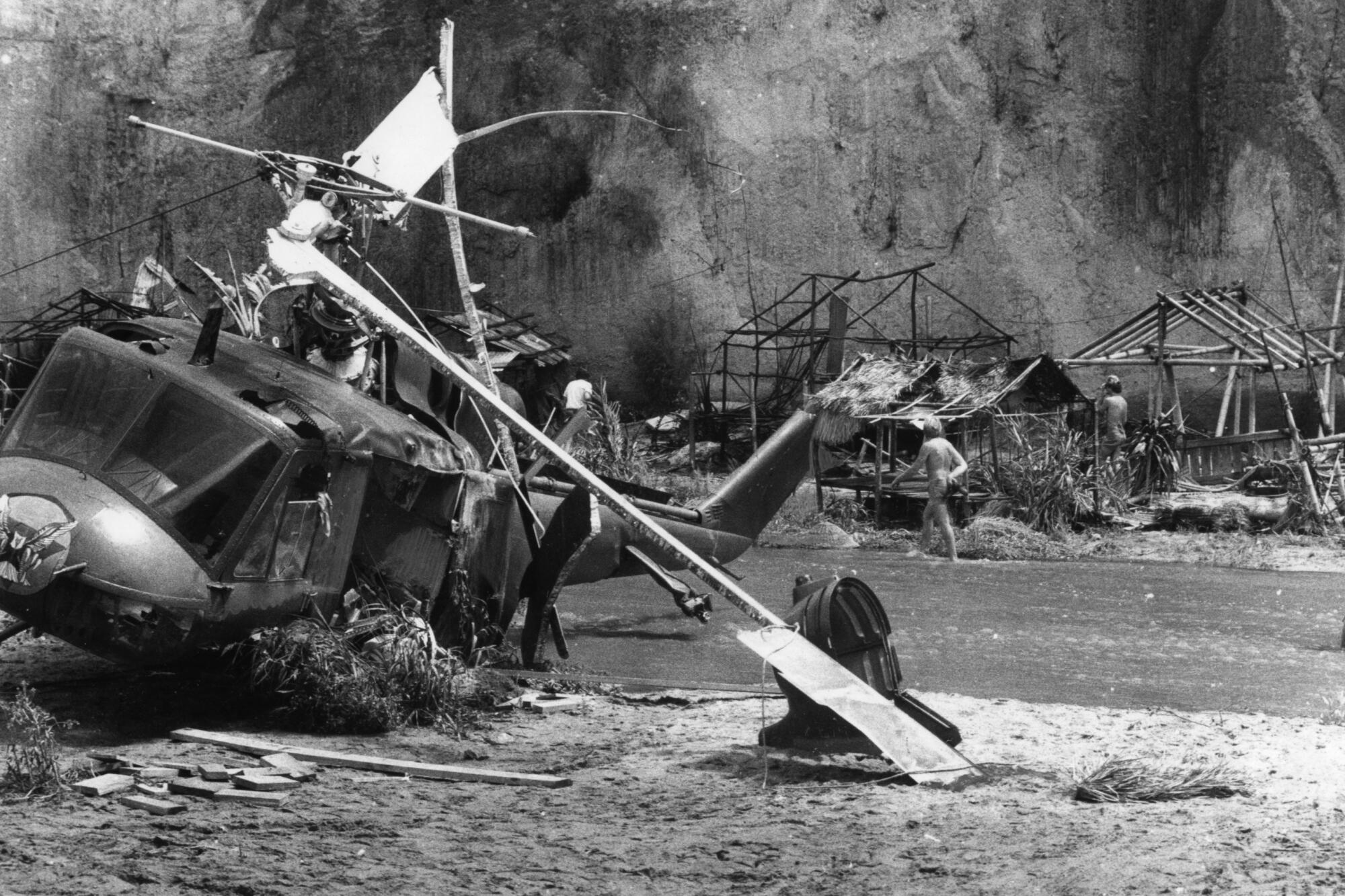
Vrak av helikopter

Fem män i filmteamet anklagades för dråp: regissören/medproducenten Landis, piloten Wingo, specialeffektansvarige Paul Stewart, produktionschefen Dan Allingham och producenten George Folsey Jr. Rättegången blev lång och uppmärksammades i media. Åklagaren menade att olyckan inte hade inträffat om Landis och hans filmteam vidtagit försiktighetsåtgärder. Hela produktionen av Landis segment ska ha varit kaosartat, och tagningen då olyckan inträffade ska ha varit extremt dåligt förberedd och koordinerad. Helikopterpiloten Wingo visste exempelvis inte att barnen anlitats svart, något han blev rasande över när det kom till hans kännedom.
Försvarsadvokaterna erkände att filmskaparna anlitat barn illegalt, men hävdade samtidigt att det inte hade något med själva olyckan att göra. Advokaterna påminde juryn gång på gång att de åtalade satt åtalade för något de inte kunnat förutse, och att åtalet inte gällde illegalt arbete. Alla fem åtalade frikändes från dråpanklagelserna, medan producenten Warner Brothers fick betala miljontals dollar i skadestånd till offrens familjer.
Steven Spielberg, som producerade filmen tillsammans med Landis, bröt deras vänskap.
Trots olyckan färdigställdes filmen, dock med en nedkortad och omklippt version av Landis avsnitt. Spielberg ville överge hela projektet efter olyckan, men var kontraktsbunden och blev därför tvungen att färdigställa sitt avsnitt samt se till att de övriga två avsnitten också färdigställdes.
Landis uttalade sig om olyckan 1996; han berättade att han ständigt påminns om olyckan och att hans karriär nog aldrig kommer återhämta sig. Han har därefter medgett att det var fel att anlita barnen illegalt, men aldrig tagit på sig någon skuld.